# 體內受精
體內受精（英語：Internal fertilization）是指女性体内有性生殖过程中卵子和精子细胞的结合。体内受精不同于体外受精，给雌性带来更多的生殖控制。在這種受精形式下，精子可利用在液體中運動的能力，游向卵子並與其結合。進行體內受精的動物包括哺乳類，爬蟲類，鳥類。
大多数通过体内受精繁殖的分类群是雌雄异体的:124-125。当前在哺乳动物、爬行动物和某些其他动物群体中，这是通过交配来实现的，即将一个侵入式器引入阴道或泄殖腔。大多数鸟类使用泄殖腔吻，两只动物在传递精子时将泄殖腔压在一起.。

## 體內受精的方式
於雌性動物體內發生的受精可透過以下以種方式進行：
- 交配，也就是性交(sex)。雄性動物將陰莖或其他雄性生殖器官置入陰道(大部分的哺乳類)或是單孔目動物的泄殖腔。以及大部分的爬蟲類，兩棲類動物中的尾蟾，已滅絕的恐龍，還有其他的無脊椎動物。.[4][9]
- 泄殖腔接觸，需要兩隻動物將其泄殖腔接觸，以使雄性動物的精子進入到雌性動物的體中。於大部分的鳥類以及喙頭蜥都是使用此種方式。[5]
- 精包置入，雄性動物將充滿精子的袋狀構造置入於雌性動物的泄殖腔中。多數情況下，精子將儲存在雌性動物的泄殖腔頂部的受精囊中，直到產卵的時候。部分的有尾目，蛛形綱，部分昆蟲和部分軟體動物都是使用此種方式。